# Belvosia campestris
Belvosia campestris là một loài ruồi trong họ Tachinidae.